# 申達大樓
申達大樓，是上海市的一座歷史建築，位於福州路89號。這座建築最初名為中興銀行大樓，由前樓和後樓兩部分構成，前樓有6層，後樓有5層。申達大樓是上海市第四批優秀歷史建築。